# Subarboret

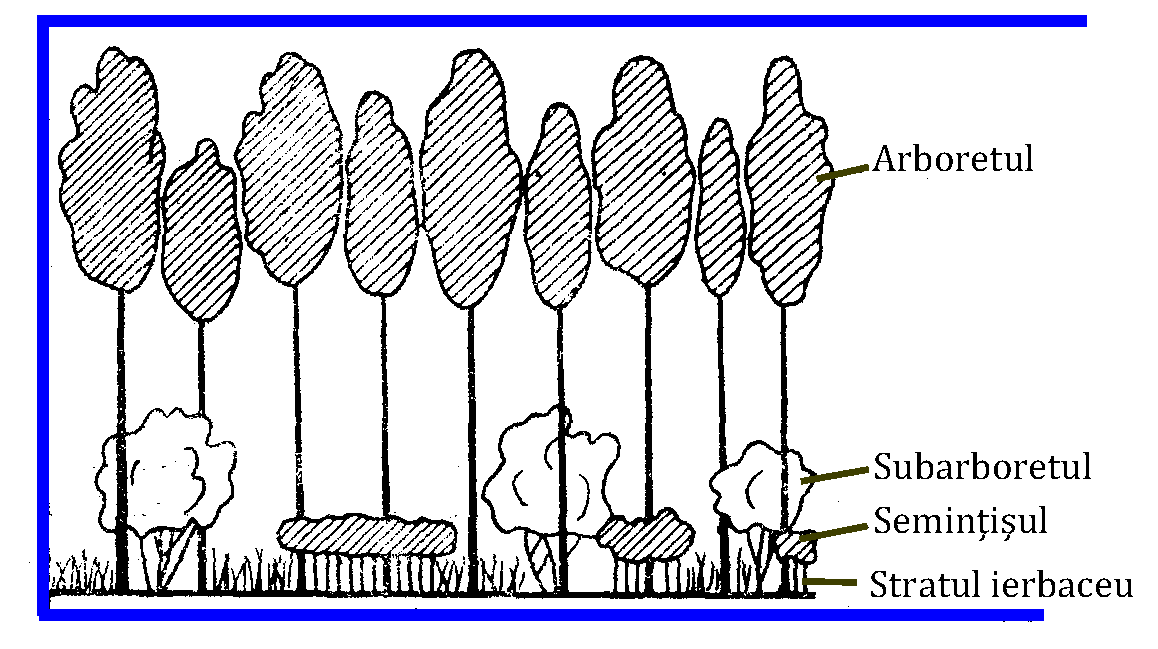
Etajele de vegetație ale pădurii

Subarboretul, numit și stratul arbuștilor,  stratul arbustiv, reprezintă totalitatea arbuștilor care cresc sub coronamentul arborilor și constituie cel de al doilea etaj de vegetație al pădurii.  Subarboretul umbrește, protejează și ameliorează solul ferindu-l de uscăciune, bătătoriri, erodare. Repartiția în spațiu a subarboretului este dependentă de exigențele speciilor componente față de caracteristicile solului și de gradul de luminare al arboretului. Subarboretul este mai bine reprezentat în regiunea de câmpie, în arboretele formate din specii de lumină și pe soluri slab acide (salcâmete, stejărete, ulmete, șleau de câmpie). În ulmet (pădure formată din specii de ulm) subarboretul este bine reprezentat și este format din măceș, spinul cerbului, sânger, lemn câinesc, salbă moale, salbă râioasă, corn, soc comun, dârmox ș.a. În șleaul (pădurea de amestec formată din 3-4 specii de cvercinee - stejar pedunculat, gorun, stejar brumăriu etc.) de câmpie subarboretul este des și diversificat: păducel, corn, sânger, soc, alun, salbă moale, lemn câinesc, călin, dârmox, sâmbovină etc. În molidiș, de regulă, subarboretul este slab reprezentat prin: caprifoi, cununiță, soc roșu, zmeur, coacăz, tulichină, alun etc. În brădet subarboretul lipsește frecvent. Modul de răspândire a subarboretului variază de la exemplare rare de arbuști, buchete și pâlcuri, până la desișuri continue, greu de străbătut.Vegetația pădurii se diferențiază după compoziția specifică în 4 straturi: stratul muscinal (poate lipsi), alcătuit din mușchi, stratul ierbaceu (stratul subarbustiv sau stratul ierbos, numit și pătura vie), alcătuit din plante anuale sau perene ierboase sau lemnoase scunde, stratul arbustiv (subarboretul), alcătuit din plante lemnoase, predominant de 1-3 m înălțime (în condiții foarte favorabile depășind chiar 5 m înălțime), stratul arborescent, alcătuit din arbori care constituie arboretul și în cuprinsul căruia se diferențiază etaje. Pe solul pădurii crește semințișul reprezentat prin totalitatea puieților arborilor forestieri.

## Referințe

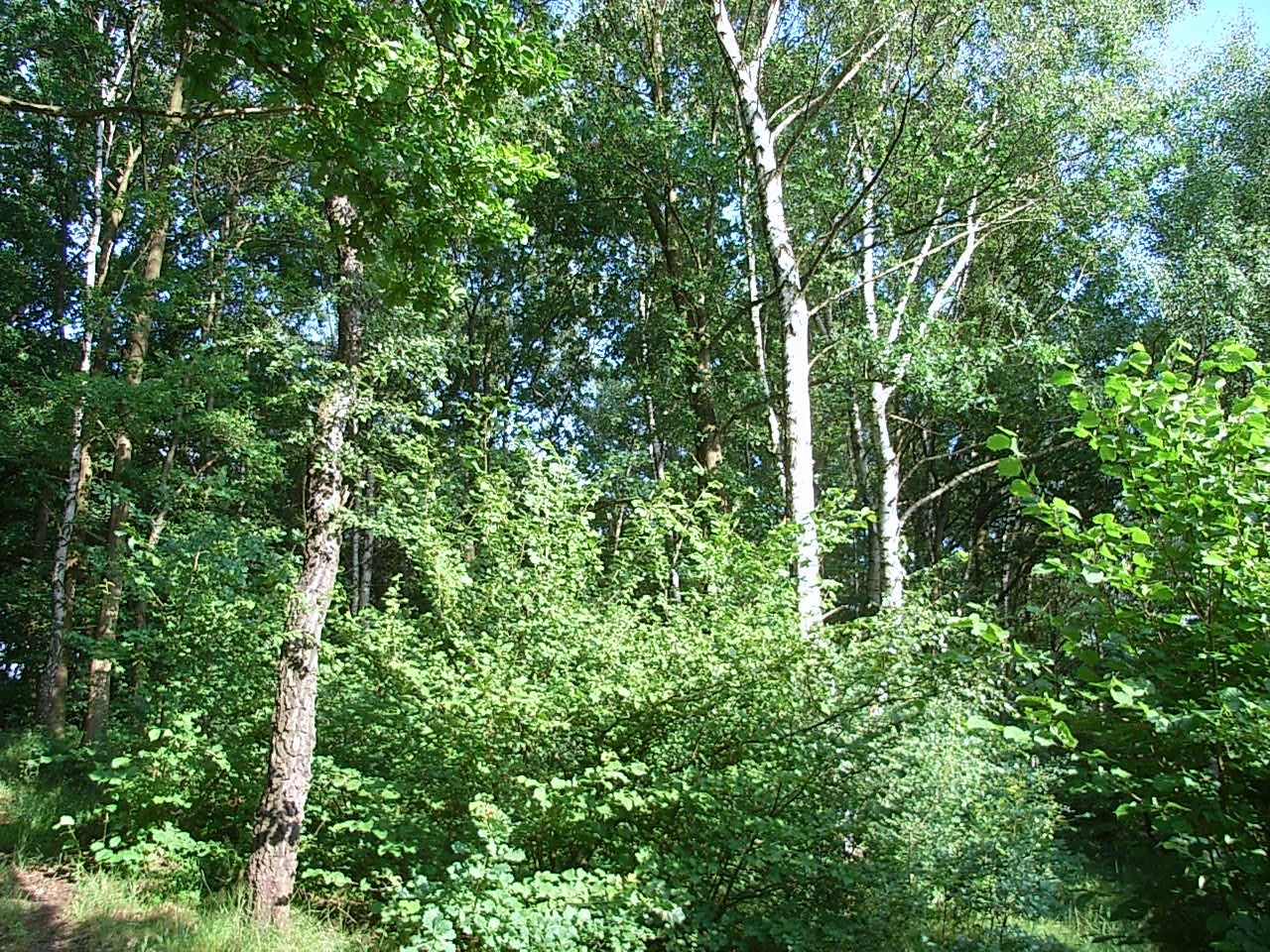
Pădurile de șes au mult subarboret
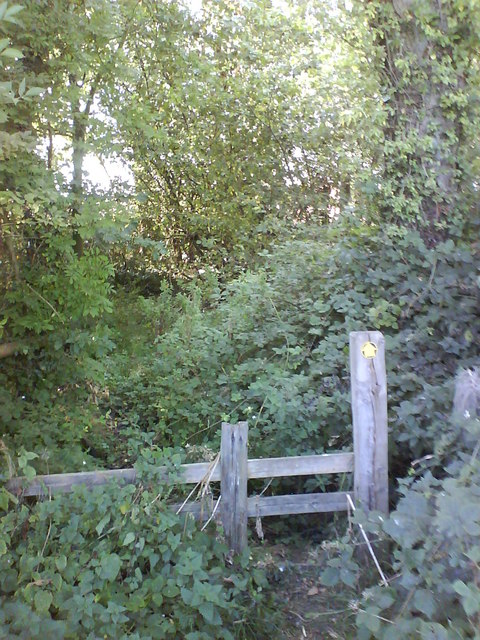
Pădure cu subarboret abundent
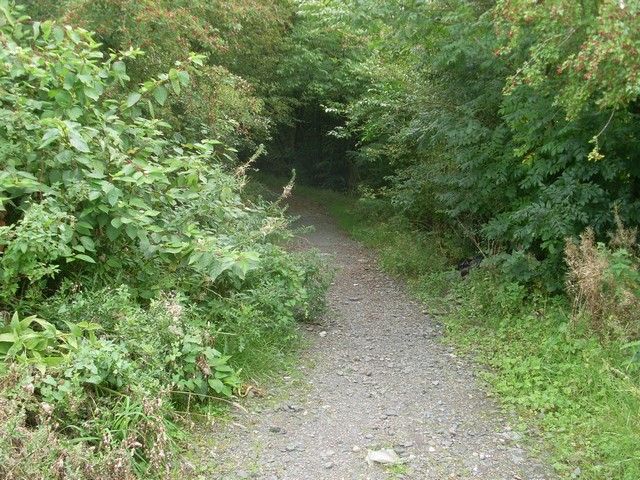
O potecă prin subarboret
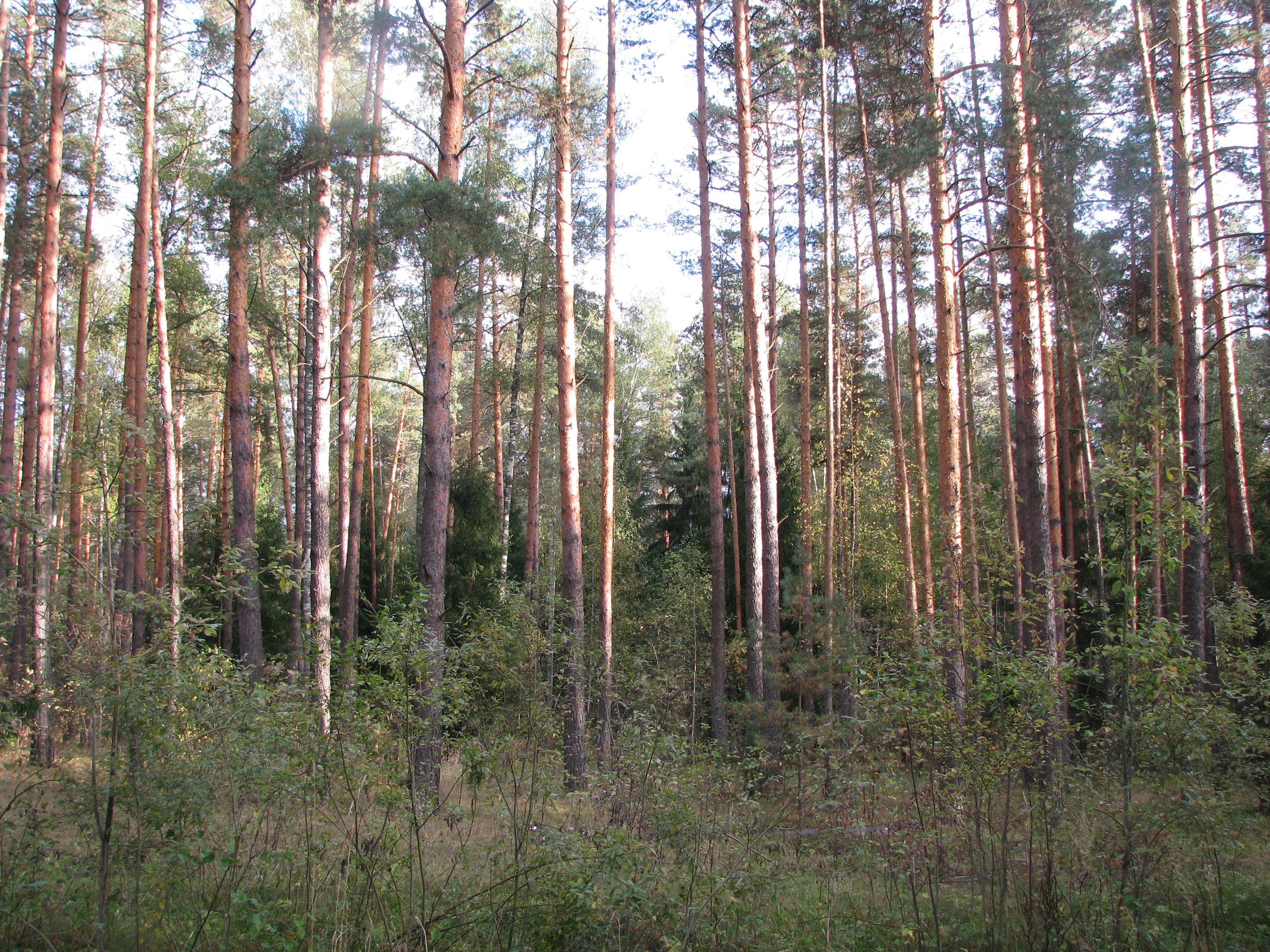
Subarboret într-o pădure de pin.